# Luigi Seismit Doda
Luigi Seismit Doda (Zara, 12 aprile 1817 – Roma, 25 novembre 1890) è stato un politico e generale italiano, che fu deputato durante la IX legislatura del Regno d'Italia..

## Biografia
Nacque a Zara il 12 aprile 1817, all'interno di un'agiata famiglia veneta nella Dalmazia austriaca voluta dal Congresso di Vienna (1815), il padre Dionisio Seismit era un avvocato di Spalato, fervente patriota così come la madre Angela Doda, intellettuale della borghesia zaratina, particolarmente amata dai figli che vollero aggiungere il suo cognome a quello paterno. Intraprese la carriera militare nell'esercito imperiale austriaco, frequentando dal 1838 l'Accademia militare Teresiana. Divenne un disertore con l'inizio dei moti del 1848, e fu colonnello e capo di stato maggiore del generale Girolamo Ulloa nel corso dell'assedio di Venezia del 1849. Fu l'ultimo militare ad abbandonare il Forte di Marghera quando le truppe austriache vi fecero irruzione, e protrasse la difesa sul ponte della Laguna. Visse per molti anni in esilio in Piemonte, rimanendovi fino a quando non fu chiamato dal Ministro della Guerra Manfredo Fanti in Emilia per organizzare la Brigata Parma, composta dal 49° e 50° 50º Reggimento fanteria. Nel corso della successiva campagna piemontese in Italia centrale partecipò brillantemente, con il grado di colonnello brigadiere, alla conquista della città di Ancona, e il generale Enrico Cialdini gli fece ottenere l'onorificenza di Commendatore dell'Ordine militare di Savoia.
Dopo l'unità d'Italia, il 15 agosto 1861 con il grado di maggior generale giunse a Foggia alla testa del 49º Reggimento fanteria, nominato comandante della Zona militare di Foggia con il compito di reprimere il brigantaggio nella Capitanata. Iniziò subito le operazioni militari, ma frazionò troppo le sue truppe, subendo due sconfitte ad opera della bande che imperversavano nella zona. La prima avvenne presso il ponte della Salsola quando 24 lancieri agli ordini del sottotenente Carlo Alberto Fossati caricarono inavvertitamente una numerosa formazione di circa 200 briganti delle bande di Angelo Maria del Sambro, Michele Caruso, Angelo Raffaele Villani, e Nicandro Polignone, con la perdita di ben 16 militari. Tale sconfitta gli attirò molte critiche per non aver subito inviato i rinforzi. Il prefetto Alessandro Strada nel comunicare ad Alfonso La Marmora la notizia mise in evidenza la scarsa capacità decisionale del generale. Alessandro Buglione di Monale, Commissario straordinario nelle provincie meridionali, alcuni giorni dopo i fatti di Ciccallento, affermò che egli non era riuscito a ispirare fiducia nei suoi uomini. Alfonso La Marmora fu più cauto nei giudizi e scrisse: Sul Generale Doda non oso pronunciarmi in modo assoluto. Certo non è stato fortunato, e se non riuscirà meglio in questi giorni converrà rimuoverlo. I suoi rapporti sono molto ben fatti, ma vorrei migliori risultati. Il 9 febbraio 1862, a sua insaputa, il tenente colonnello Ercole Fantoni, comandante il distaccamento dell'8º Reggimento fanteria di linea di guarnigione a Lucera, d'intesa con il prefetto Strada, emise un bando che recitava: avendo per fine di arrivare coi mezzi più efficaci alla pronta distruzione del brigantaggio, e decretò che nessuno poteva più entrare nei boschi della provincia e che i massari erano obbligati a far ritirare dalle suddette foreste tutti i lavoratori e ad abbattere gli stazzi e le capanne che vi son stati costruiti. In più i contadini non potevano importare dai paesi vicini generi commestibili, né potevano portare fuori dagli abitati una quantità di viveri superiore al fabbisogno giornaliero. Chiunque contravveniva a queste disposizioni sarebbe stato fucilato.
Tale bando lo fece infuriare, e inoltre provocò l'ira del generale La Marmora che lo disapprovò e non volle riconoscerlo, ordinandone l'immediato ritiro. Il proclama di Fantoni divenne un caso diplomatico arrivando sino al parlamento inglese, portato alla Camera dei Comuni di Londra dal deputato George Browjer. Il 17 marzo 1862 guidò personalmente una colonna di 300 soldati da Serracapriola in direzione di Foggia. Giunto nei pressi di Fiorentino avvistò una ventina di briganti, e mandò al loro inseguimento un plotone di venti uomini dell'8º Reggimento, comandato dal capitano Francesco Richard. Giunto nei pressi della masseria Petrulli il plotone cadde in un agguato tesogli dalle bande riunite di Carmine Crocco, Giovanni Fortunato, alias Coppa, Domenico Minelli e Giambattista Varanelli. Venti soldati, tra cui lo stesso capitano, furono uccisi. Dopo aver trovato rifugio nella vicina masseria Ferrigno mandò inutilmente dei rinforzi a Richard, che però arrivarono a strage avvenuta. La successiva inchiesta mise in evidenza che i soldati morirono per oscitanza del generale, che aveva voluto dividere le sue forze.
Il giorno successivo, 18 marzo, La Marmora con un telegramma annunciò la strage al Presidente del Consiglio dei Ministri Beniamino Ricasoli. Dopo un esposto di molti cittadini di Lucera contro di lui, Strada e Materazzi, arrivarono le sanzioni. Il 23 marzo Strada fu trasferito a Ferrara, il 29 marzo egli lasciò Foggia, sostituito dal tenente generale Gioacchino Matteo Regis, e il 1 aprile Materazzi fu trasferito a Bari.
Fu eletto deputato nel ballottaggio suppletivo del 29 ottobre 1865 nel collegio di Urbino (Pesaro e Urbino), con voti 199 su 291 votanti, ma rimase deputato per una sola legislatura. Ritiratosi a vita privata, colto scrittore e conoscitore di parecchie lingue, dopo la morte di Giuseppe Revere gli successe alla guida del Bollettino consolare. Si spense a Roma il 25 novembre 1890.

### Annotazioni
1. ↑  Comandante del reggimento era il colonnello Luigi Testa, mentre comandante della piazza militare di Foggia era il colonnello Francesco Materazzi.
2. ↑  Sulle sue capacità di comando si nutrivano sin dall'inizio dei forti dubbi, in quanto si diceva che era un generale creato dal ministro Manfredo Fanti.

### Fonti
1. 1 2 3 4 5 6  Sarti 1896, p. 867.
2. ↑  Camera.it.
3. 1 2 3 4  Clemente 2012, p. 104.
4. ↑   Dei volontarii in Lombardia e nel Tirolo, e della difesa di Venezia nel 1848 ..., 1850,  p. 210. URL consultato il 12 marzo 2021.
5. 1 2  Clemente 2012, p. 105.
6. ↑  Clemente 2012, p. 107.
7. 1 2 3 4 5  Clemente 2012, p. 108.
8. 1 2  Clemente 2012, p. 109.
9. 1 2 3 4  Clemente 2012, p. 110.
10. 1 2 3  Clemente 2012, p. 111.
11. 1 2 3  Clemente 2012, p. 112.
12. ↑   Calendario generale del Regno d'Italia, 1871,  p. 70. URL consultato il 12 marzo 2021.
13. ↑   Ordine militare d'Italia Seismith-Doda, Luigi, su quirinale.it, Quirinale. URL consultato il 5 aprile 2022.
14. ↑  Gazzetta Ufficiale del Regno d'Italia n.169 del 20 giugno 1866.